# Frente pseudocálido
En meteorología, un frente pseudocálido es un límite entre la región de flujo entrante y la corriente descendente del flanco delantero de una supercélula. Puede estar estacionario o moverse en dirección noreste. Si fuera estacionario, técnicamente sería un frente pseudoestacionario.